# Rap-A-Lot Records
Rap-A-Lot Records es un sello discográfico independiente de Houston, Texas. Fue fundado por James Smith (alias J Prince) a mediados de los 80, y fue la primera compañía discográfica de southern rap centrada en gangsta rap que tuvo éxito.

## Artistas
- UTP
- Geto Boys
- Z-Ro
- Yukmouth
- Bun B
- Do Or Die
- Partners -N- Crime
- Raw Reese
- Devin the Dude
- Pimp C
- Dirty
- K-Lock
- Scarface
- Mike Jones (rapero)